# Charles Lamb
Charles Lamb (født 10. februar 1775 i London, død 27. december 1834 i Edmonton) var en engelsk essayist og kritiker.